# Daniel Harkink

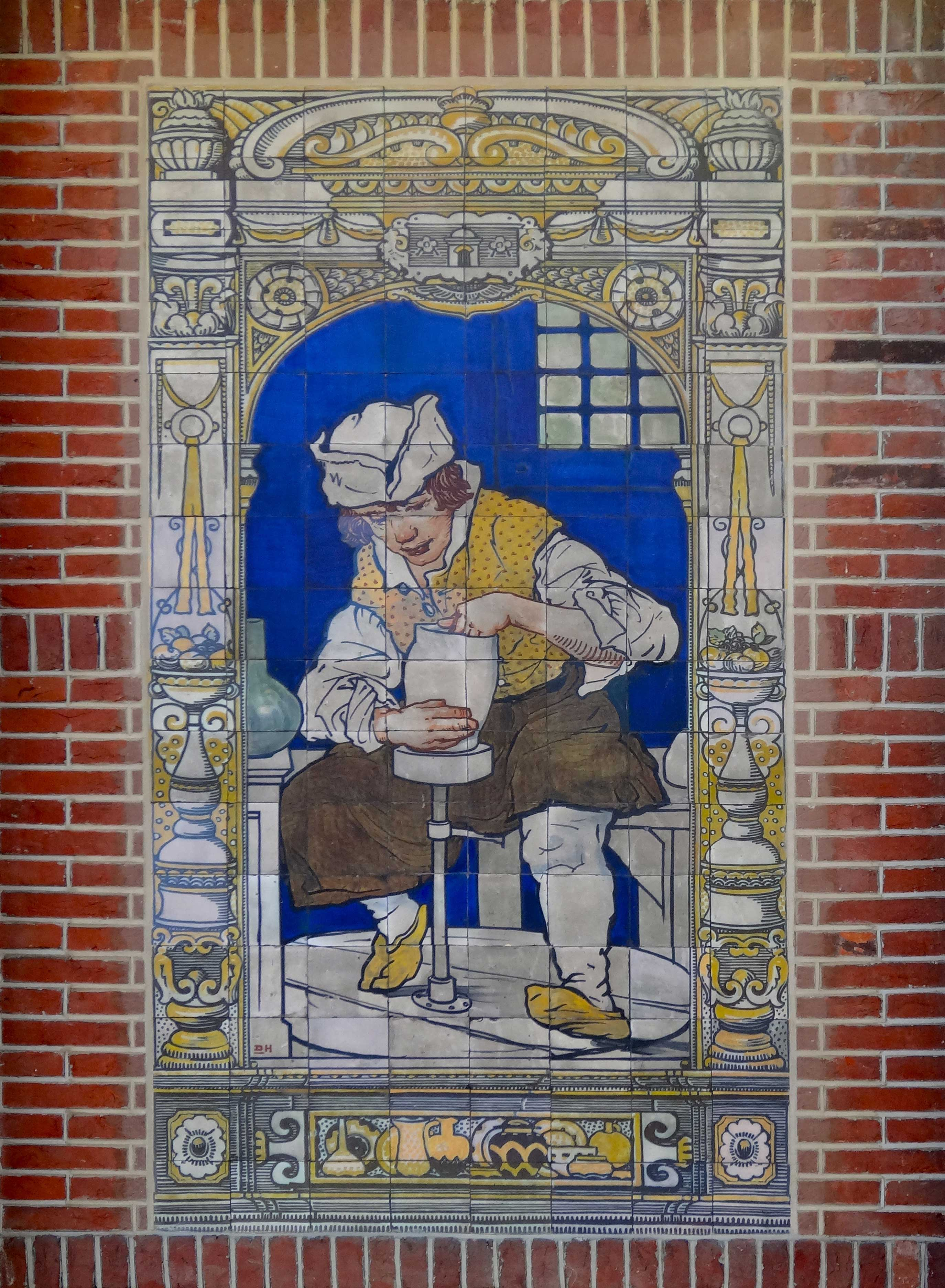
De pottenbakker (1918)

Daniel Harkink (Gouda, 24 oktober 1862 – Den Haag, 6 november 1953) was een Nederlands plateelschilder, schilder en tekenaar. Harkink, die ook wordt vermeld als Daniël Harkink, werkte tot zijn 62e als tekenaar en plateelschilder voor een aantal plateelfabrieken.

## Leven en werk
Daniel Harkink was een zoon van schrijnwerker Ferdinandus Harkink en Engeltje van der Laar. Eind 1865 verhuisde het gezin naar Den Haag, een aantal jaren later naar Delft. Hij werkte als tekenaar bij een tapijtfabriek en bezocht de Haagse Academie (1879-1882). Hij vervolgde zijn opleiding onder Adolf le Comte aan de Polytechnische School te Delft en leerde in de praktijk plateelschilderen bij de De Porceleyne Fles. In deze periode leerde hij Wilhelm Wolff Freiherr von Gudenberg kennen, oprichter van de Plateelbakkerij Rozenburg in Den Haag, waar Harkink als schilder-chemicus aan de slag ging. Na een artistiek conflict verliet hij het bedrijf in 1900 en werkte hij vervolgens tot aan zijn pensioen bij 
Plateelbakkerij Zuid-Holland ('Plazuid') in Gouda.
Harkink beschilderde als plateelschilder onder meer gebruiksaardewerk en wandborden. Bij 'Plazuid' was hij niet alleen als schilder en ontwerper werkzaam, maar ook als artistiek leider en chef van het laboratorium. Hij kreeg de ruimte met technieken te experimenteren en was de geestelijke vader van plateel met matglazuur, dat een groot succes werd. Hij ontwierp er de motieven Damascus en Rhodian, naar Perzisch origineel. Harkink ontwierp en beschilderde ook een aantal tegelplaten en tegeltableaus. Het damesblad De Lelie noemt hem in 1910 "de beste tableaux-schilder op tegels, van Holland". Twee van Harkinks tableaus – waarvan een met een pottenbakker – maakte hij in 1918 voor 'Plazuid', deze tableaus zijn in 2013 herplaatst in de gevel van het Koningshof in Gouda.
In 1928 verhuisde Harkink met zijn vrouw Koosje Moret (1865-1952) van Gouda naar Den Haag. Na zijn pensioen was hij gaan schilderen, met name landschappen. In 1941, op 78-jarige leeftijd, debuteerde Harkink met een expositie op een tentoonstellingsschip, dat met steun van het departement van Volksvoorlichting en Kunsten door Nederland voer. Een aantal maanden later was de expositie te zien bij Arti et Amicitiae in Amsterdam. Ter gelegenheid van zijn 80e verjaardag werd eind 1942 een eretentoonstelling gehouden bij Panorama Mesdag. Naar aanleiding van een expositie in 1946 bij Unger en Van Mens in Rotterdam, beschrijft kunstcriticus Piet Begeer Harkinks tekeningen: "daar mengt hij eigenlijk allerlei technieken dooreen, zelfs de olieverf brengt hij er bij te pas, maar het resultaat is toch dat hij na veel en vaak vernuftig pogen de schoonheid vindt; een typische romantische schoonheid, waarin het grootse, het wijdse, het angstaanjagende, het verhevene der natuur en de weemoed om wat vervlogen is, misschien wel de meest essentiële kenmerken zijn."
Daniel Harkink overleed op 91-jarige leeftijd in zijn woonplaats Den Haag. Het Museum Gouda heeft een zelfportret van hem in de collectie.

## Enkele werken
- 1891 tegeltableau met portret van prinses Wilhelmina. Het tableau werd in twee versies uitgevoerd: met alleen het portret (40 tegels) en met een versierrand met oranje-appels (70 tegels).[13]
- 1893 tegeltableau met personificaties van het Schone, het Ware en het Goede, naar een ontwerp van Georg Sturm.
- ca. 1895 tegeltableau met een voorstelling van de fabriek Rozenburg (234 tegels), gemaakt voor de portiek van een toonzaal van Rozenburg aan de Parkstraat in Den Haag. Het tableau is opgenomen in de collectie van het Haags Historisch Museum.[14]
- 1902 tegeltableau van de Nachtwacht. In 1982 aangekocht door de gemeente Gouda en een aantal aardewerkfabrikanten, na restauratie herplaatst in het restaurant van Museum Gouda.[15]
- 1915-1924 diverse tegeltableaus voor de winkels van De Gruyter.[16]
- 1918 tegeltableaus met een pottenbakker en het jaartal 1918, uitgevoerd bij 'Plazuid'. In 2013 herplaatst in de gevel van het Koningshof in Gouda.

## Galerij

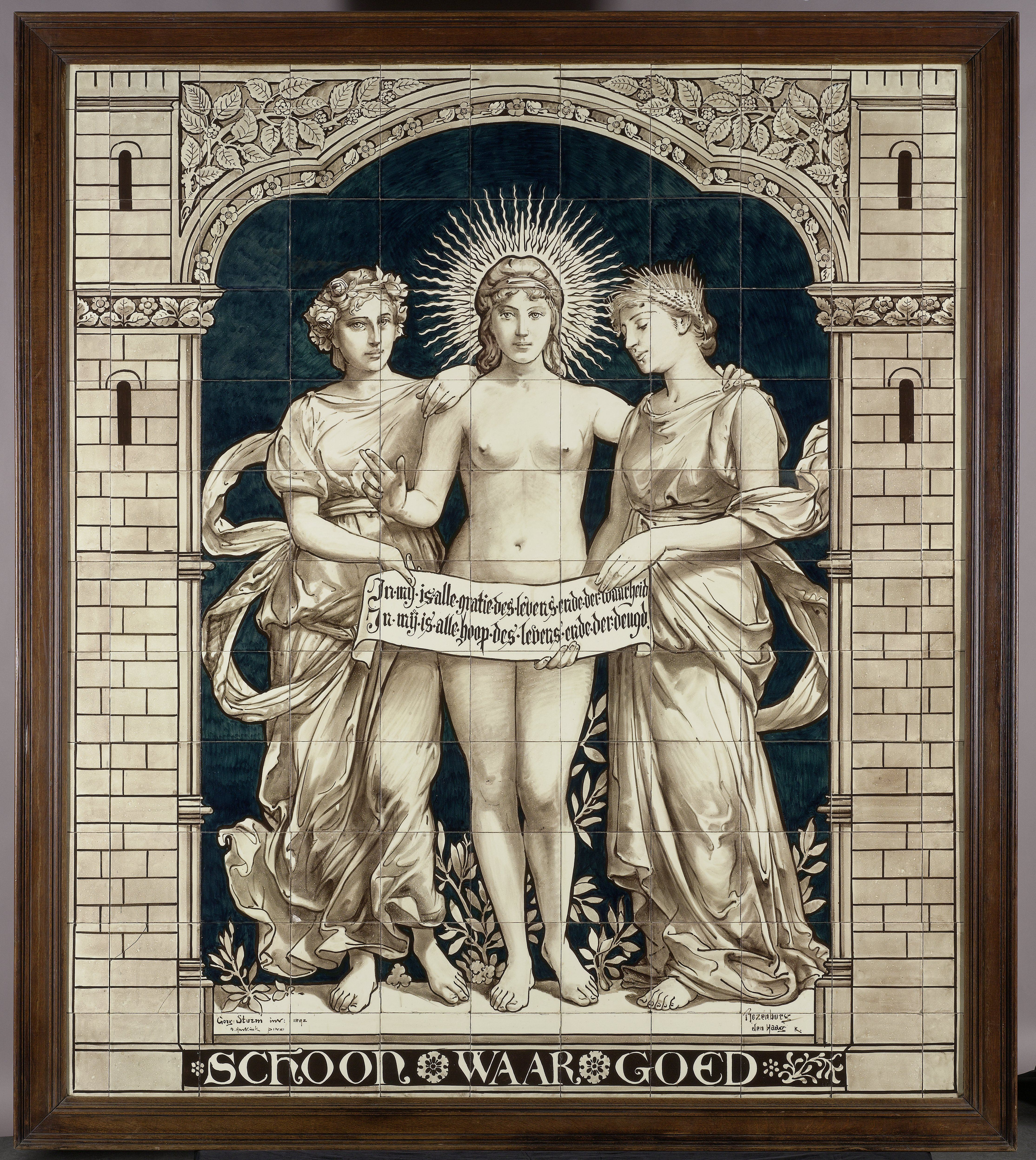
Het Schone, het Ware en het Goede (1893), collectie Rijksmuseum Amsterdam.
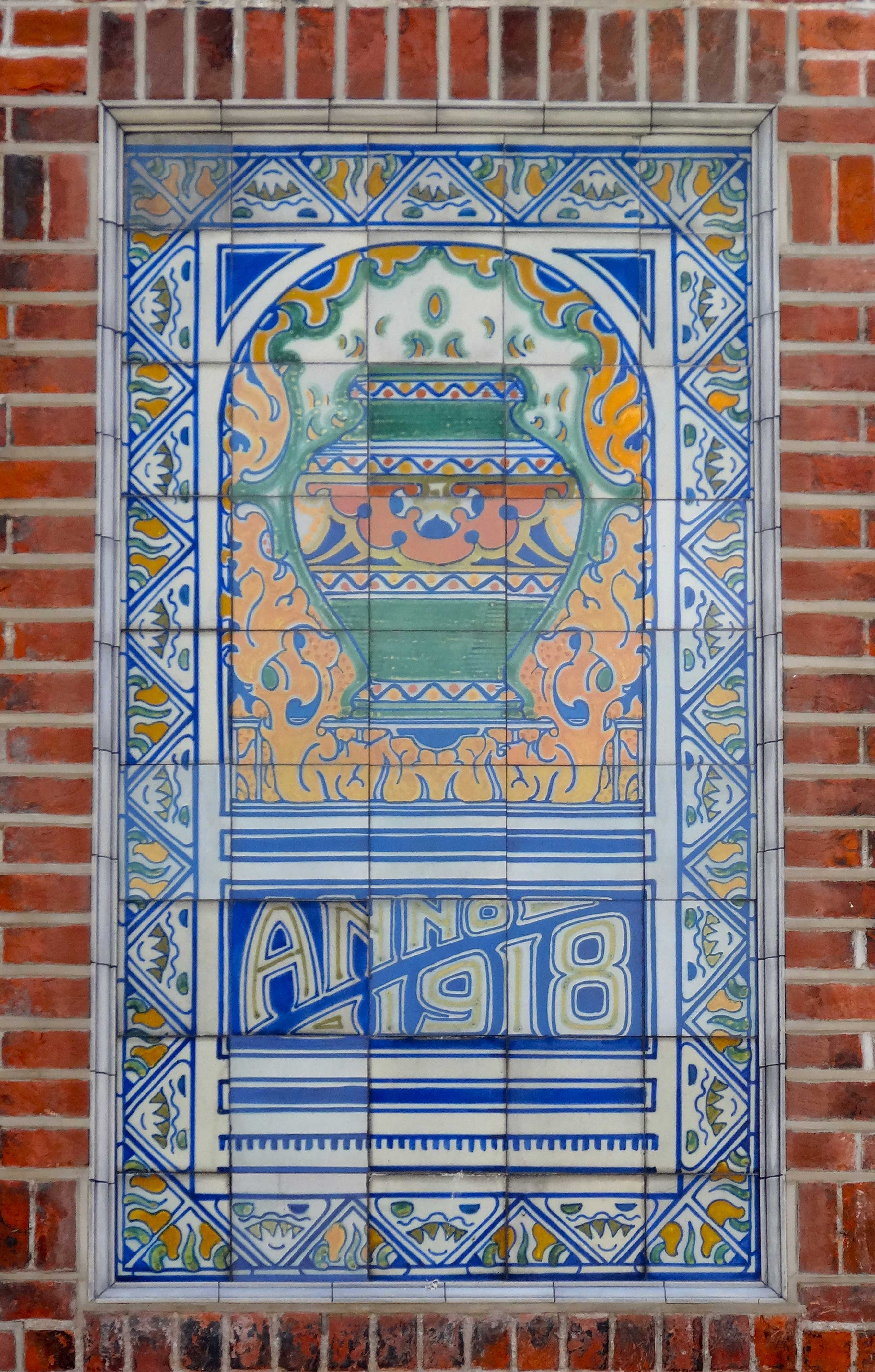
Anno 1918, Gouda